# Koutou

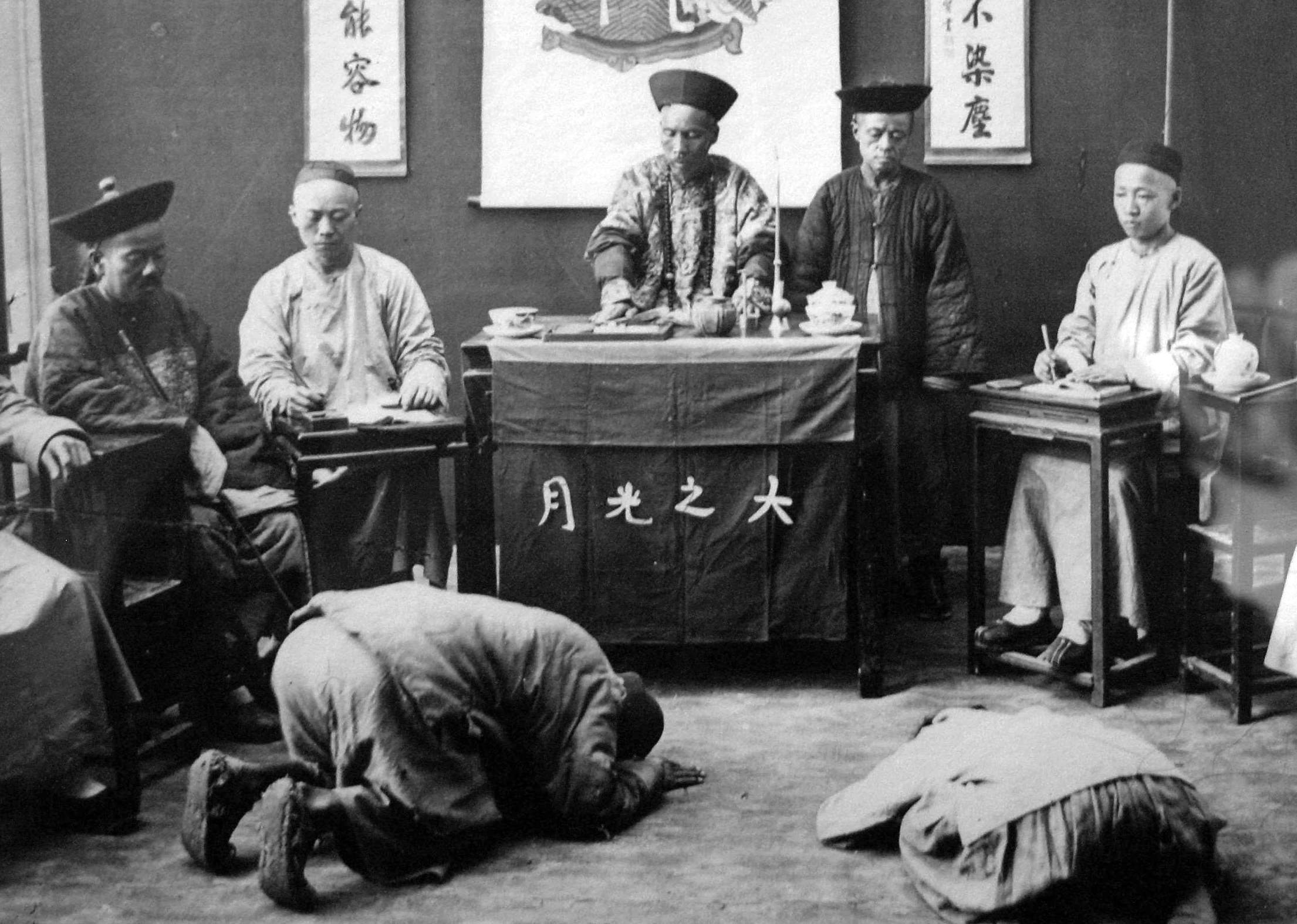
Oskarżeni wykonujący ketou przed urzędnikiem sądowym, fotografia z czasów dynastii Qing

Koutou (chin. trad. 叩頭, chin. upr. 叩头, pinyin kòutóu) lub ketou (chin. trad. 磕頭, chin. upr. 磕头, pinyin kētóu) – element etykiety w dawnych Chinach, polegający na okazaniu szacunku osobie stojącej wyżej w hierarchii społecznej poprzez uklęknięcie przed nią i trzykrotne oddanie pokłonu. Wykonywany był także podczas ceremonii religijnych jako oznaka uniżenia wobec bogów. 
W bardziej uroczystej wersji, zarezerwowanej wyłącznie dla cesarza, noszącej nazwę san gui jiu kou (三跪九叩, dosł. trzy uklęknięcia i dziewięć czołobitnych pokłonów) klękano trzykrotnie, wykonując w sumie dziewięć pokłonów. Cesarz, jako Syn Nieba, otoczony był najwyższym szacunkiem, dlatego poddani wykonywali pokłony nawet przed pustym tronem i parawanem ozdobionym cesarskim wizerunkiem smoka, a urzędnicy prowincjonalni, otrzymując edykty cesarskie, wykonywali koutou, zwracając się w stronę stolicy.
Na przełomie XVIII i XIX wieku, wraz z przybyciem pierwszych europejskich dyplomatów do Chin, ceremonia koutou stała się obiektem głębokich sporów. Wysłannicy z krajów europejskich byli traktowani jak poddani cesarza, uważanego za władcę całego świata, więc ambasadorom oraz ich świcie nakazywano w czasie audiencji klękać i oddawać pokłony chińskiemu władcy. Dyplomaci europejscy często odmawiali wykonywania koutou, jak np. George Macartney w czasie swojego poselstwa do Chin w 1793 roku.  W drugiej połowie XVII w. z powodu braku oddania koutou pierwszemu oficjalnemu ambasadorowi Rosji w Chinach, Fiodorowi Bajkowowi, nie udało się uzyskać rozpoznania. W ocenie sędziów z dynastii Qing Bajkow „nie zwrócił się ku cywilizacji”, a okres jego dyplomatycznej działalności został oceniony jako całkowita porażka w Chinach. Po długich sporach w roku 1873 cesarz Tongzhi zgodził się „wspaniałomyślnie zrezygnować” ze stosowania tego przepisu wobec cudzoziemców.
Obyczaj koutou zanikł wraz z upadkiem cesarstwa w 1912 roku, utrzymywał się jednak jeszcze przez pewien czas w regionach wiejskich i do tej pory obecny jest w niektórych tradycyjnych sztukach walki jako oznaka szacunku wobec mistrza.